# Metastelma picardae
Metastelma picardae är en oleanderväxtart som beskrevs av Rudolf Schlechter. Metastelma picardae ingår i släktet Metastelma och familjen oleanderväxter. Inga underarter finns listade i Catalogue of Life.